# Bagazo

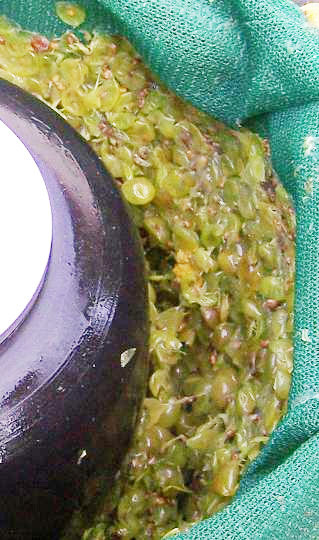
Bagazo de uva Chardonnay tras el prensado.

El bagazo es el residuo de materia que sobra al exprimir jugo.

## Características
Una clase de bagazo es el resto de uva que queda después de extraer el mosto. Está constituido por el hollejo o piel de la uva, las semillas y los cabos de los racimos. Este bagazo recibe el nombre de orujo. De él se obtiene, mediante destilación en alambique, el aguardiente también llamado orujo o grappa en Italia, Argentina y Uruguay.
También está el llamado bagazo de cerveza, subproducto de la industria cervecera resultante del proceso de prensado y filtración del mosto obtenido tras la sacarificación del grano de cereal (cebada, básicamente) malteado.
El bagazo de la malta de cebada  así como el de otros cereales se puede utilizar para hacer panificados y pastelería en forma de harina, pero primero debe ser procesado por algún método de secado para reducir su alto contenido de humedad y estabilizarlo. Un secado en horno a 60 °C-18h asegura la preservación sin dar gustos extras producto de la cocción. A su vez puede ser empleado como alimento animal. Es un producto húmedo cuyo contenido en materia seca es de un 20-25%. No se observan diferencias significativas en la composición química correlacionadas con el contenido de materia seca, aunque este es variable. En el mercado recibe otros nombres como el de cebadilla de cerveza, y es el término equivalente a lo que en el mundo anglosajón conoce como “wet brewers’s grains”.
El bagazo de cerveza es un subproducto rico en proteína, siendo su contenido proteico medio de un 24-26% sobre materia seca. El extracto etéreo representa un 6%. Es un subproducto rico también en fibra, con un contenido en FND del 44% y en FAD del 20%, aunque se trata de un fibra muy poco efectiva (18%). El contenido en lignina es de un 5% y el de cenizas de un 7%. En el residuo mineral destaca el contenido en fósforo (6 g/kg), siendo más bajo (3 g/kg) el contenido en calcio.
El contenido en energía metabolizable de este subproducto es de 2,86 Mcal/kg. La degradabilidad efectiva de la proteína es baja (50%), siendo la velocidad de degradación de un 7 %/h. Se trata pues de un alimento de elevado contenido proteico, siendo ésta una proteína que escapa, en buena parte, de la degradación ruminal. Su elevado grado de humedad de en torno al 77-81% y su contenido de azúcares fermentables, lo hacen un material muy inestable que puede deteriorarse rápidamente debido a su actividad microbiana.
Otra clase de bagazo es el residuo leñoso de la caña de azúcar. En estado fresco estos bagazos contienen un 40% de agua. Suelen utilizarse como combustible de las propias azucareras. También se utilizan en la industria del papel y fibras, por la celulosa que contienen.
El bagazo como fuente de fibras papeleras tiene unas limitaciones similares a las de la paja de cereales, aunque ofrece mayor versatilidad. 
De las aceitunas se obtiene otro bagazo, también llamado orujo, al igual que el de la uva. Se trata de los huesos y restos de la aceituna una vez extraído el aceite. De los cuales, mediante el uso de presión extrema y disolventes, se consigue el aceite de orujo, de muy inferior calidad. Para que sea apto para el consumo debe refinarse; luego se mezcla con aceite virgen para darle algo de sabor.
De las plantas agaváceas se obtiene bagazo derivado de la producción de bebidas destiladas como el tequila y mezcal. En México se producen grandes cantidades de bagazo, que dependiendo del proceso puede ser bagazo crudo o cocido; y se utiliza para la cogeneración de energía en biocalderas, al mismo tiempo que puede ser utilizado para alimento del ganado, producción de papel y fibras.

## Relacionados
Pulpa_de_soya